# Sonnefeld
Sonnefeld település Németországban, azon belül Bajorországban. Lakosainak száma 4527 fő (2023. december 31.).

## Népesség
A település népessége az elmúlt években az alábbi módon változott:
| Lakosok száma | 1387 | 5419 | 5234 | 4911 | 4880 | 4883 | 4800 | 4696 | 4576 | 4527 |
|               | 1925 | 1970 | 1975 | 2011 | 2013 | 2014 | 2016 | 2019 | 2021 | 2023 |